# NGC 1111
NGC 1111 (IC 1850) serait une galaxie lenticulaire située dans la constellation du Bélier. Si c'est le cas, elle a été découverte par l'astronome allemand Albert Marth en 1863. Sa vitesse par rapport au fond diffus cosmologique est de 8 792 ± 38 km/s, ce qui correspond à une distance de Hubble de 129,7 ± 9,1 Mpc (∼423 millions d'al). 

## Caractéristiques
Sa vitesse par rapport au fond diffus cosmologique est de 8 792 ± 38 km/s, ce qui correspond à une distance de Hubble de 129,7 ± 9,1 Mpc (∼423 millions d'al).

### Identification de NGC 1111
L’identification de cette galaxie est toutefois hautement incertaine. Selon la base de données NASA/IPAC, le site de SEDS et la base de données LEDA, NGC 1111 est assimilé à IC 1850. Les données de l'encadré sont celles de cette galaxie. La base de données Simbad identifie plutôt NGC 1111 à la galaxie PGC 10719. Enfin, le site du professeur Seligman suggère que NGC 1111 a été observé par l'astronome allemand Albert Marth le 2 décembre 1863 et qu'il s'agit d'un objet inexistant ou encore perdu.

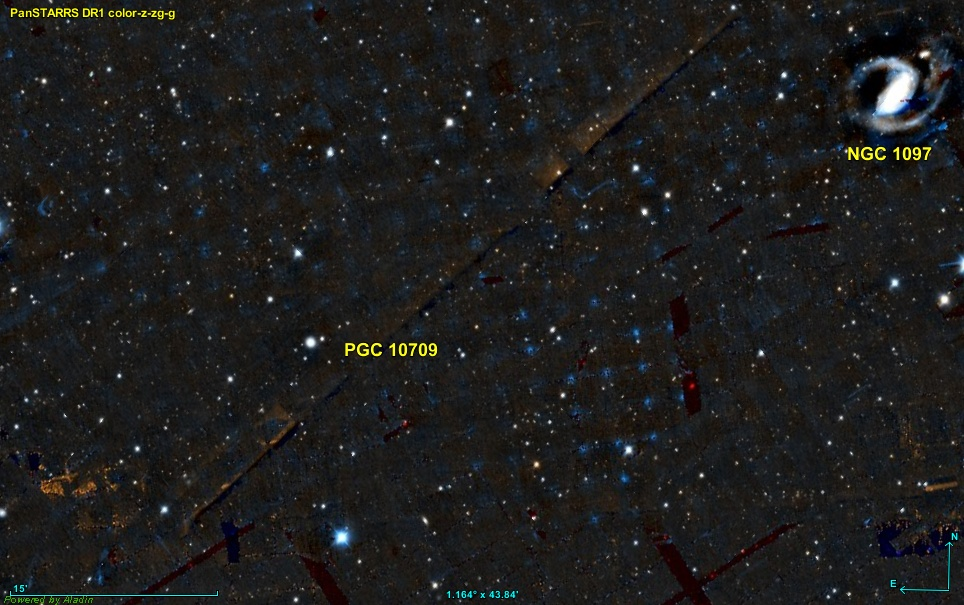
NGC 1111 selon la base de données Simbad

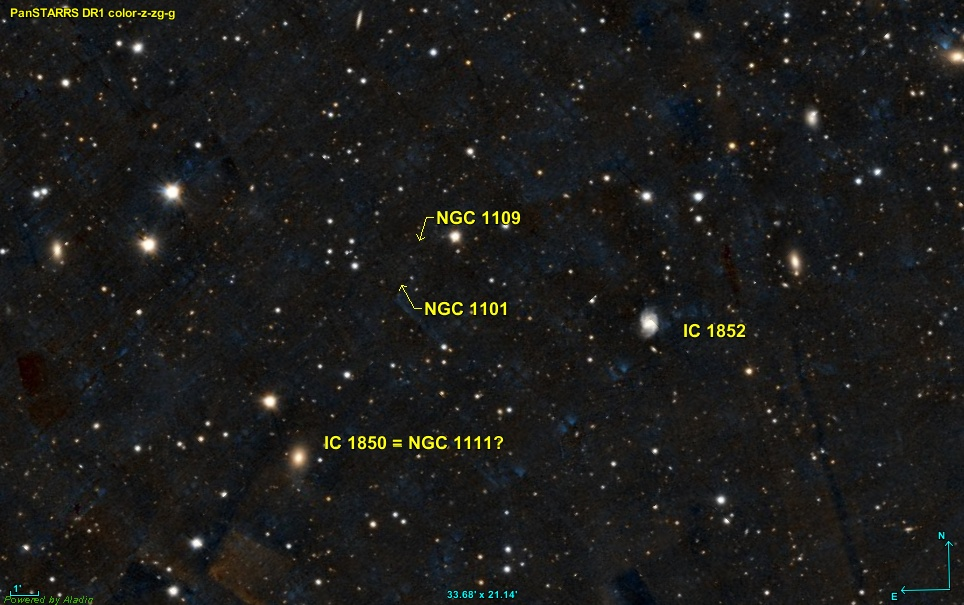
NGC 1111 pourrait être un objet inexistant situé près de NGC 1109 observé la même nuit par Albert Marth